# Iringaprom
Iringaprom là một thị trấn thống kê (census town) của quận Thrissur thuộc bang Kerala, Ấn Độ.

## Nhân khẩu
Theo điều tra dân số năm 2001 của Ấn Độ, Iringaprom có dân số 8535 người. Phái nam chiếm 47% tổng số dân và phái nữ chiếm 53%. Iringaprom có tỷ lệ 84% biết đọc biết viết, cao hơn tỷ lệ trung bình toàn quốc là 59,5%: tỷ lệ cho phái nam là 85%, và tỷ lệ cho phái nữ là 83%. Tại Iringaprom, 12% dân số nhỏ hơn 6 tuổi.